# 井口 (広島市)
井口（いのくち）は、広島県広島市西区の町名。一丁目から五丁目まである。ここではその周囲にある、地名に井口という文字の入る地域全体についても扱う。狭義の、すなわち行政区域としての井口は、人口11,751人、世帯数4,752世帯。井口明神は一丁目から三丁目まであり、人口3,010人、世帯数1,148世帯。これに井口台、井口鈴が台も合わせると23,834人、9,973世帯。

## 地理
東は鈴ヶ峰、西は八幡川にはさまれた地区である。かつては広島湾に面していたが第二次世界大戦後の広島市による西部開発事業の進行により沿岸部が埋め立てられ、南隣りに商工センターが造成されている。また、東で草津、北で田方・鈴が峰町、西で佐伯区に隣接している。

### 住所表示
井口には、複数の町名がある。また、町の境の多くは旧井口村と同じ町境になっている。

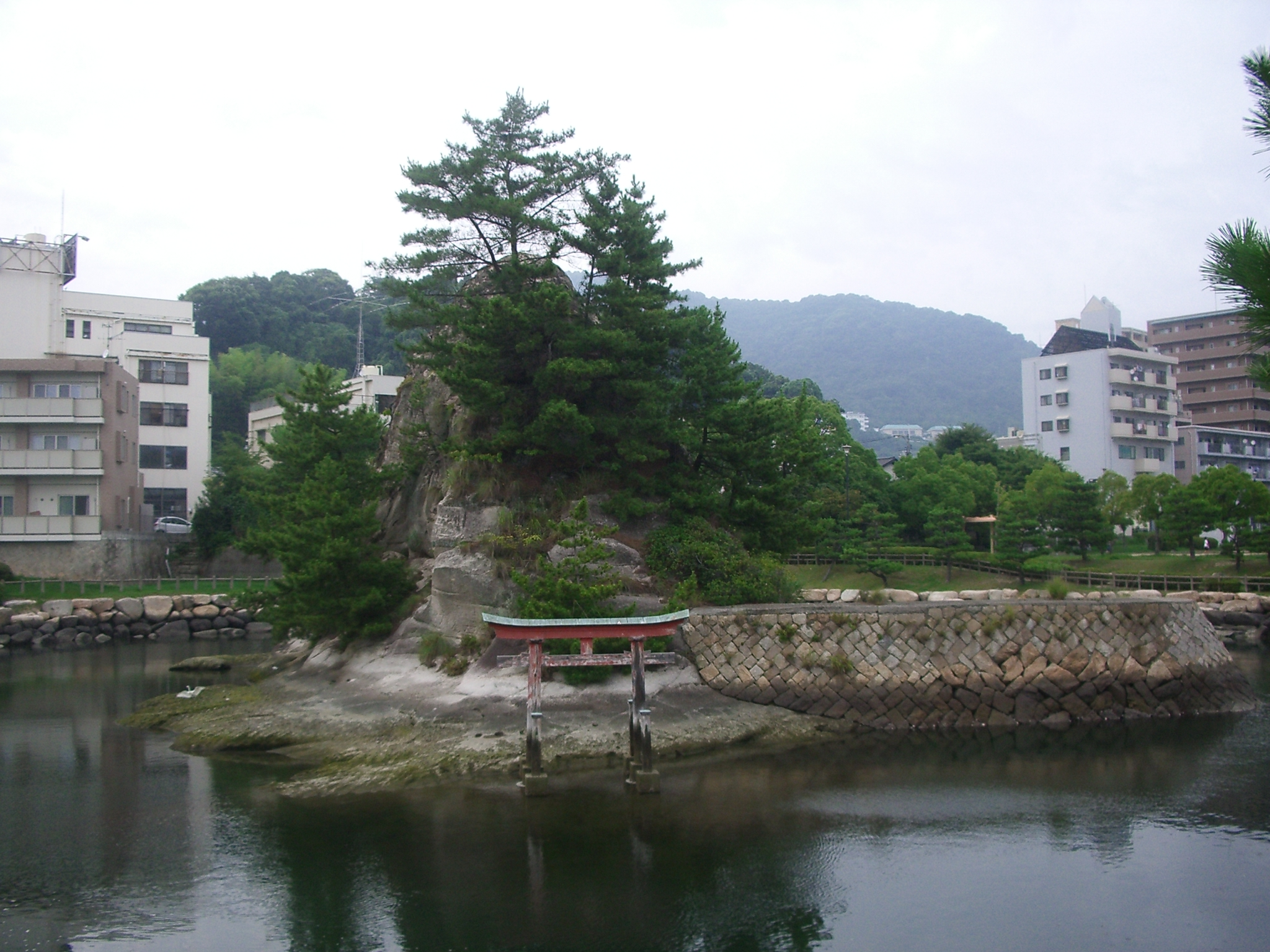
現在の小己斐島

井口一 - 五丁目
人口が特に多い町。
平清盛による厳島神社造営の際、鈴ヶ峰の木に刻印を打ち、筏を作り、この井口の海岸から木材を搬出したとされる。周囲は埋め立てられたものの、その浜にあった小己斐島（小己斐明神）は今も厳島を向いて建つ鳥居とともに保存されている。
井口明神一 - 三丁目
NTT西日本の社宅や商工センターにある工場の社宅がある。町名は町内に所在する小己斐明神（小己斐島）に由来する。
井口町
鈴ヶ峰の南斜面一帯で家どころか、何も無い町。井口村が1956年広島市に編入合併され「井口町」と改称されたのち、1970年以降の住所変更で低地部や団地を中心に町が新設され分離された結果、井口町は山林部を中心とする町として存続している。
井口台

鈴ヶ峰の南麓を切り開いて造成された新興住宅街。
井口鈴が台

西広島バイパスを挟んで井口台の南側に位置する住宅地。

## 歴史

### 地名の由来
「井口」は戦国時代以来の古い地名である。当時は広島湾に突き出す半島であった鈴ヶ峰が「猪の口」の形に似ていたことに由来するという説、隣接する古江の入り口すなわち「江の口」が転じたという説がある。

### 沿革
広島市編入以前の歴史は井口村を参照のこと。
井口村は1956年広島市に編入合併され、「広島市井口町」と改称した。1968年には国道2号の混雑解消策のバイパスとして国道2号西広島バイパスが鈴が峰中腹に建設され、さらに1971年には同バイパス南側の丘陵を切り開き「鈴が台団地」が造成されるなど宅地化が進行した。その前年70年にはバイパスと国道の間で町名変更が実施され井口町の大部分が井口・井口鈴が台に分割、一部が草津地区に編入された。その後西部開発事業により海岸の埋め立てが進み、1978年には井口明神が新設された。また宅地造成の進行で1977年には鈴が峰町、1985年に井口台が新設された。以上のような宅地化による人口増を背景に、1985年にはJRの駅として「新井口駅」が設置された。

## 交通

### 鉄道
- 広島電鉄宮島線
  - 修大協創中高前駅
  - 井口駅
  - 商工センター入口駅[4]
- JR山陽本線
  - 新井口駅

### バス
- 広電バス
  - 井口台パークタウン線
  - アルパーク発着山田団地、美鈴が丘高校行き
- 広島バス
  - 28号（鈴商）線

## 施設

### 郵便局
- 広島井口郵便局
- 広島井口西郵便局
- 広島井口明神郵便局
- 広島井口台郵便局
- アルパーク天満屋店内出張所

### 学校
- 広島工業大学高等学校
- 広島修道大学ひろしま協創中学校・高等学校
- 広島県立広島井口高等学校
- 広島市立井口小学校
- 広島市立井口中学校
- 広島市立井口台小学校
- 広島市立井口台中学校
- 広島市立井口明神小学校
- 早稲田自動車学園

### 保育園・幼稚園
- 井口保育園
- 聖モニカ幼稚園
- 井口台シオン幼稚園

### 金融機関
- 広島銀行広島西支店・井口台支店
- 山口銀行広島西支店
- もみじ銀行商工センター支店・井口出張所

### 商店
- アルパーク西棟
- スパーク鈴ヶ峰店
- フジ井口店

### 企業
- ツルハグループドラッグ&ファーマシー西日本
- サンフィールド

### 宗教施設
- 正順寺
- 乗願寺
- 大歳神社